# Inspection générale de l'aumônerie
 (février 2022).
La mise en forme du texte ne suit pas les recommandations de Wikipédia : il faut le « wikifier ».
Les points d'amélioration suivants sont les cas les plus fréquents. Le détail des points à revoir est peut-être précisé sur la page de discussion.
- Les titres sont pré-formatés par le logiciel. Ils ne sont ni en capitales, ni en gras.
- Le texte ne doit pas être écrit en capitales (les noms de famille non plus), ni en gras, ni en italique, ni en « petit »…
- Le gras n'est utilisé que pour surligner le titre de l'article dans l'introduction, une seule fois.
- L'italique est rarement utilisé : mots en langue étrangère, titres d'œuvres, noms de bateaux, etc.
- Les citations ne sont pas en italique mais en corps de texte normal. Elles sont entourées par des guillemets français : « et ».
- Les listes à puces sont à éviter, des paragraphes rédigés étant largement préférés. Les tableaux sont à réserver à la présentation de données structurées (résultats, etc.).
- Les appels de note de bas de page (petits chiffres en exposant, introduits par l'outil «  Source ») sont à placer entre la fin de phrase et le point final[comme ça].
- Les liens internes (vers d'autres articles de Wikipédia) sont à choisir avec parcimonie. Créez des liens vers des articles approfondissant le sujet. Les termes génériques sans rapport avec le sujet sont à éviter, ainsi que les répétitions de liens vers un même terme.
- Les liens externes sont à placer uniquement dans une section « Liens externes », à la fin de l'article. Ces liens sont à choisir avec parcimonie suivant les règles définies. Si un lien sert de source à l'article, son insertion dans le texte est à faire par les notes de bas de page.
- La présentation des références doit suivre les conventions bibliographiques. Il est recommandé d'utiliser les modèles {{Ouvrage}}, {{Chapitre}}, {{Article}}, {{Lien web}} et/ou {{Bibliographie}}. Le mode d'édition visuel peut mettre en forme automatiquement les références.
- Insérer une infobox (cadre d'informations à droite) n'est pas obligatoire pour parachever la mise en page.

Pour une aide détaillée, merci de consulter Aide:Wikification.
Si vous pensez que ces points ont été résolus, vous pouvez retirer ce bandeau et améliorer la mise en forme d'un autre article.
 (février 2022).
L'article doit être relu — et modifié si nécessaire — par des contributeurs indépendants pour apporter un regard critique aux contributions effectuées en violation des conditions d'utilisation de Wikipédia, tant sur la forme (notamment concernant le style encyclopédique, la proportionnalité) que sur le fond (la neutralité de point de vue, la qualité et l'indépendance des sources).
L'Inspection générale de l'aumônerie (IGA) est un grand corps d'administration générale exerçant des missions d'inspection, de conseil et de pilotage au profit d'organes ecclésiastiques de haut niveau.

## Histoire
L'IGA est héritière des Vicaires légataires instaurés par le pape Pie VII en 1792. Chargés du contrôle de l'administration pontificale déconcentrée dans les états du pape, le corps des Vicaires légataires fut placé en extinction par Paul VI en 1968. L'IGA est créée en 2021, sous sa forme actuelle, pour exercer de manière plus efficace le contrôle de certaines aumôneries d'étudiants catholiques particulièrement importantes.

## Organisation

### Effectifs
L'IGA est dirigée par deux inspecteurs du grade d'inspecteur général de classe exceptionnelle. Les agents qui y servent sont en majorité regroupés au sein du corps des Inspecteurs Généraux de l'Aumônerie (assimilés au sein de la fonction publique vaticane à des agents de catégorie A+). Certains spécialistes sont recrutés sous contrat en raison de leurs compétences particulières à même d'éclairer les travaux des inspecteurs, notamment dans les domaines techniques (informaticiens, linguistes...). Enfin, une voie de détachement est ouverte aux fonctionnaires des trois fonctions publiques françaises (enseignants, gardes-champêtres...) en vertu d'accords bilatéraux entre la République Française et le Saint-Siège. Les inspecteurs, quel que soit leur grade administratif, sont appelés "Monsieur l'Inspecteur général" ou "Madame l'Inspecteur général". 

### Carrière
Les lauréats du concours sont titularisés après 1 an de stage dans le corps. Ils accèdent alors au grade d'Inspecteur de l'Aumônerie adjoint.
| Grade                                                      | Abréviation | Durée minimale pour l'accès au grade supérieur |
| ---------------------------------------------------------- | ----------- | ---------------------------------------------- |
| Inspecteur de l'Aumônerie adjoint                          | I2A         | 1 an                                           |
| Inspecteur de l'Aumônerie                                  | IA          | 3 ans                                          |
| Inspecteur Général de l'Aumônerie                          | IGA         | 5 ans                                          |
| Inspecteur Général de l'Aumônerie hors classe              | IGA-HC      | 2 ans                                          |
| Inspecteur Général de l'Aumônerie de classe exceptionnelle | IGA-CE      |                                                |

## Missions
Les inspecteurs généraux de l'Aumônerie exercent une double fonction de contrôle et de conseil.

### Contrôle
L'IGA peut mener une enquête administrative, soit de sa propre initiative, soit sur saisine de l'autorité ecclésiastique. La mission des inspecteurs est définie dans une lettre de cadrage établie par les présidents de l'IGA lors de chaque mission. L'IGA a notamment été saisie, en co-saisine avec la gendarmerie vaticane, lors de l'affaire de l'immeuble de Londres en 2021. 

### Conseil
Afin de d'accroitre l'efficacité des politiques publiques, l'IGA apporte une expertise juridique et administrative à l'Aumônerie. Les inspecteurs produisent ainsi régulièrement des rapports et des notes destinés à éclairer les grands décideurs. Exceptionnellement, l'IGA peut être chargée du pilotage de certains projets particuliers.

## Traditions

### Saint patron
Depuis sa création, l'IGA a pour saint patron Saint Cybard, ermite du VIe siècle dont le nom latin Eparchius rappelle la double fonction de contrôle et de conseil de l'Inspection. Les membres de l'IGA assistent chaque année, en corps constitué, à la messe de la Saint Cybard célébrée le jour de sa fête, le 1er juin.

### Devise
L'IGA a pour devise "cum rigore et methodo" ("avec rigueur et méthode"). 

### Tenue
Les inspecteurs généraux de l'aumônerie revêtent pour les cérémonies officielles une jaquette dite "de jour", gris anthracite ou pour les femmes d’une jupe de couleur sombre, d’un haut blanc et d’un foulard aux couleurs du corps (bleu, or, noir). Les inspecteurs généraux de classe exceptionnelle portent sur le gilet un cordon vert et marron, à la manière des grands croix de la Légion d'honneur. 
De plus, par décision du Pontife romain, les membres de l'IGA se voient remettre un portefeuille de maroquin vert sur lequel est inscrite la devise du corps.